# Люди доброї волі
Les Hommes de bonne volonté (укр. Люди доброї волі) — це епічний роман-ріка французького письменника Жуля Ромена, виданий у 27 томах у 1932—1946 роках. Його також класифікують і як цикл романів, і як роман. Книга складається з двох мільйонів слів і 7 892 сторінок, і вважається одним із найдовших романів за історію літератури.

## Сюжет
Томи роману, написані в хронологічному порядку від першого, Le 6 octobre, до двадцять сьомого, Le 7 octobre, описують події у Франції з 6 жовтня 1908 року по 7 жовтня 1933-го, в середньому по одному тому на рік, а два крайні томи присвячені кожен одному дню. Сюжет обширний і містить велику кількість персонажів, а не фокусується на окремих особах. Хоча основними є дві особи: П'єр Жалез, поет, в дечому списаний з Ромена, і Жан Жерфаньйон, педагог, який пізніше переходить у політику. Вони зустрічаються в другому томі, навчаючись у Вищій нормальній школі, і стають друзями. Жерфаньйон одружується з жінкою на ім'я Одетта і щасливо живе з нею, тоді як Жалез кілька разів намагається знайти свою любов і кінець-кінцем одружується з Франсуазою Майоль. В ході своєї кар'єри, Жерфаньйон десять років служить у Палаті депутатів і коротко — Міністром закордонних справ, а Жалез стає успішним романістом, і кожен намагається по своєму здобути мир, хоча Перша світова війна відбувається посередині дії роману, а закінчується він першими провісниками Другої світової війни.

## Структура і теми
За структурою, «Люди доброї волі» це роман-ріка — довгий твір у кількох томах з продовженням сюжету і пов'язаними персонажами, який можна трактувати як єдиний роман. Різні автори його класифікують і як цикл або серію романів, і як єдиний роман. Повний обсяг твору складає 2 мільйони слів на 7 892 сторінках, розділені на 779 глав і 27 томів, завдяки чому його називають одним з найдовших романів, написаних за історію людства.
«Люди доброї волі», особливо деякі частини цього роману — у Британіці, зокрема, згадується парад перемоги після завершення Першої світової війни, — показові для Роменової філософії унанімізму, що характеризується інтересом до колективного, а не індивідуального. У передмові Ромен говорить, що цю ідею можна простежити з його найпершого твору, La vie unanime, опублікованого у 1904 році. Цей акцент на груповий дух, за словами Гаррі Берггольца, почасти пояснює, чому сюжет «Людей доброї волі» скаче від персонажа до персонажа, а не слідкує за однією лінією. Хоча персонажі повторюються, їхні історії можуть розповідатися уривчасто. Берггольц наводить приклад Франсуази, народження якої є темою глави у 9-му томі, але яка, окрім короткої появи в 13-му і 18-му томах, не фігурує в сюжеті аж до свого шлюбу з Жалезом у 26-му томі. Замість того, щоб розповідати історію кількох людей, Ромен ставить за мету «намалювати повну картину нашої цивілізації двадцятого століття у всіх її аспектах, людських і нелюдських, як соціальних, так і психологічних». Сюжетні лінії починаються, перериваються, знову з'являються, інколи через декілька томів. Це перехрещення змушує читача охоплювати твір як ціле, оскільки сюжетні лінії не розв'язуються в межах одного тому, а тому томи не можна повністю зрозуміти без звертання до інших.
У цілому, є приблизно 40 головних персонажів, але сумарна кількість героїв варіює від 600 до 1000 чи й 1600. Персонажі перераховані на початку 25-го тому (Le Tapis magique). Вони представляють усі сфери життя, з точки зору як класу, так і роду занять, що є намаганням зобразити суспільство в цілому, хоча біднота недопредставлена і значна частина роману стосується до середнього класу. Інші теми книги включають шлюб і дружбу, внутрішні відхилення зовні респектабельних родин, Едипові проблеми у відносинах батька і сина (в прямому і переносному сенсі), масонство, злочинність, сексуальні збочення, і потенціал — або його відсутність — доброї волі, який можна використати для уникнення колективних невдач, таких як війни. Тема війни та боротьби за мир проходить через весь твір. У першому й останньому томах описується група школярів, яким розповідають про небезпеки війни. Жалез і Жерфаньйон багато міркують над цим, і два томи присвячені битві під Верденом, що є ключовим моментом оповіді.

## Публікації

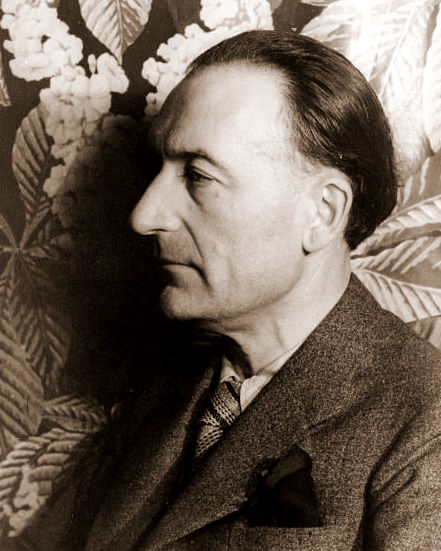
Жуль Ромен, 1936 рік

Ромен почав писати «Людей доброї волі» у 1931 році й оголосив про свій задум у 1932 році. Перші французькі видавці — видавництво Фламмаріон, а кожен з 27 томів, після першого друку, був проданий в кількості не менше 40 000 примірників. До 1946 року було продано близько 85 000 копій першого тому. Ромен писав по два томи кожен рік, близько 600 сторінок кожен. Перше американське видання складалося з 14-ти томів — видавець Альфред А. Кнопф поєднав кожен з двох щорічних томів в один. Видання Кнопфа переклали англійською Верр Б. Веллс (1-3 томи) і Джерард Гопкінс (4-14 томи).

## Відгуки та критика
Проект був широко відомий у Франції на його початку, однак за деякий час думка критиків обернулася проти нього. В Америці, куди Ромен переїхав на початку Другої світової війни, Ромена і його роботи були відкинуті, коли стало ясно, як довго він продовжував контактувати з нацистськими діячами, включаючи Йозефа Геббельса.
«Людей доброї волі» порівняли з твором «Жан-Крістоф», французьким десятитомним романом Ромена Роллана, що вийшов у 1904—1912 роках. Коментатори особливо відзначили сильну і швидку характеристику, якої Ромен досягнув, даючи індивідуальність кожному з величезної кількості задіяних героїв. Британіка описує два томи про Верден, (том 15, Prélude à Verdun, і том 16, Verdun, обидва видані у 1938 році) як «дивовижне бачення душі світу у війні». Дені Сора писав у своїй праці Modern French Literature, 1870—1940 (1946), що вони є «воістину епічним описом війни». Твір в цілому оцінювали по-різному, від «розтягнутого шедевру» до «те, що починалося як чудові фрески цілого покоління», але звиродніли «у дагеротип одного озлобленого іпохондрика».

## Томи
Французькі назви та їхні англійські відповідники видання Кнопфа:
| Французька назва               | Англійська назва                | Подвійний том                 |
| ------------------------------ | ------------------------------- | ----------------------------- |
| 1. Le 6 octobre                | 1. The Sixth of October         | 1. Men of Good Will           |
| 2. Crime de Quinette           | 2. Quinette's Crime             | 1. Men of Good Will           |
| 3. Les Amours enfantines       | 3. Childhood's Loves            | 2. Passion's Pilgrims         |
| 4. Éros de Paris               | 4. Eros in Paris                | 2. Passion's Pilgrims         |
| 5. Les Superbes                | 5. The Proud                    | 3. The Proud and The Meek     |
| 6. Les Humbles                 | 6. The Meek                     | 3. The Proud and The Meek     |
| 7. Recherche d'une église      | 7. The Lonely                   | 4. The World From Below       |
| 8. Province                    | 8. Provincial Interlude         | 4. The World From Below       |
| 9. Montée des périls           | 9. Floor Warning                | 5. The Earth Trembles         |
| 10. Les Pouvoirs               | 10. The Powers That Be          | 5. The Earth Trembles         |
| 11. Recours à l'abîme          | 11. To The Gutter               | 6. The Depths and the Heights |
| 12. Les Créateurs              | 12. To The Stars                | 6. The Depths and the Heights |
| 13. Mission à Rome             | 13. Mission to Rome             | 7. Death of a World           |
| 14. Le Drapeau noir            | 14. The Black Flag              | 7. Death of a World           |
| 15. Prélude à Verdun           | 15. The Prelude                 | 8. Verdun                     |
| 16. Verdun                     | 16. The Battle                  | 8. Verdun                     |
| 17. Vorge contre Quinette      | 17. Vorge Against Quinette      | 9. Aftermath                  |
| 18. La Douceur de la vie       | 18. The Sweets of Life          | 9. Aftermath                  |
| 19. Cette grande lueur à l'Est | 19. Promise of Dawn             | 10. The New Day               |
| 20. Le Monde est ton aventure  | 20. The World is Your Adventure | 10. The New Day               |
| 21. Journées dans la montagne  | 21. Mountain Days               | 11. Work and Play             |
| 22. Les Travaux et les Joies   | 22. Work and Play               | 11. Work and Play             |
| 23. Naissance de la bande      | 23. The Gathering of the Gangs  | 12. The Wind is Rising        |
| 24. Comparutions               | 24. Offered in Evidence         | 12. The Wind is Rising        |
| 25. Le Tapis magique           | 25. The Magic Carpet            | 13. Escape in Passion         |
| 26. Françoise                  | 26. Françoise                   | 13. Escape in Passion         |
| 27. Le 7 octobre               | 27. The Seventh of October      | 14. The Seventh of October    |

## Подальше читання
- Degraeve, Dirck (1997). La part du mal: essai sur l'imaginaire de Jules Romains dans Les hommes de bonne volonté (French) . Librairie Droz. ISBN 978-2-600-00209-7.
- Viart, Dominique, ред. (1996). Jules Romains et les Ecritures de la simultanéité (French) . Presses Univ. Septentrion. ISBN 978-2-86531-072-2. {{cite encyclopedia}}: Вказано більш, ніж один |ISBN= та |isbn= (довідка)